# Pazurogon księżycowy
Pazurogon księżycowy (Onychogalea lunata) – wymarły gatunek ssaka z podrodziny kangurów (Macropodinae) w obrębie rodziny kangurowatych (Macropodidae). 

## Taksonomia
Gatunek po raz pierwszy zgodnie z zasadami nazewnictwa binominalnego opisał w 1840 roku angielski przyrodnik John Gould nadając mu nazwę Macropus lunata. Miejsce typowe to zachodnie wybrzeże Australii. Holotyp to skóra i uszkodzona czaszka bez żuchwy samca (sygnatura BMNH 41.1131) z kolekcji Muzeum Historii Naturalnej w Londynie.
Nie wyróżniano podgatunków.

### Etymologia
- Onychogalea: gr. ονυξ onux, ονυχος onukhos „pazur”; γαλεή galeē lub γαλή galē „łasica”[9].
- lunata: łac. lunatus „w kształcie półksiężyca, sierpowaty, półksiężycowy”, od luna „księżyc”[10].

## Zasięg występowania
Pazurogon księżycowy występował w czasach współczesnych w dużej części śródlądowej południowej Australii rozciągając swój zasięg na zachodnie wybrzeże, w tym daleko na zachód na Wiktorię i Nową Południową Walię, większość Australii Południowej, południowego Terytorium Północnego i południową część Australii Zachodniej.

## Morfologia
Długość ciała (bez ogona) 37–51 cm, długość ogona 15–33,2 cm; masa ciała około 3,5 kg. 

## Status
Gatunek ten można z dużym prawdopodobieństwem uznać za gatunek wymarły (tak klasyfikuje go IUCN). Według ustnych opowieści Aborygenów sugerują, że prawdopodobnie dotrwał do lat 50. XX wieku. Pewne wątpliwe dowody wskazują, że pazurogony sierpowate mogły żyć jeszcze na początku lat 60. Nie jest zupełnie jasne, dlaczego ten gatunek wyginął, gdyż wcześniej zamieszkiwał dosyć znaczny obszar pomiędzy Darling Range na południowym zachodzie a Alice Springs w środkowej Australii. Przypuszcza się, że wpłynęło na to wiele czynników. Należą do nich przede wszystkim przywleczone przez osadników koty i lisy, zmiana naturalnych środowisk życia tego gatunku w pola uprawne i pastwiska, a także bezpośrednie prześladowania ze strony farmerów i polowania dla mięsa.